# بوبي مكلور
بوبي مكلور (بالإنجليزية: Bobby McClure)‏ هو مغني أمريكي، ولد في 21 أبريل 1942 في شيكاغو في الولايات المتحدة، وتوفي في 13 نوفمبر 1992 بسبب سكتة.

## وصلات خارجية
- بوبي مكلور على موقع ميوزك برينز (الإنجليزية)
- بوبي مكلور على موقع ديسكوغز (الإنجليزية)